# 7453 Slovtsov
7453 Slovtsov eller 1978 RV1 är en asteroid i huvudbältet som upptäcktes den 5 september 1978 av den rysk-sovjetiske astronomen Nikolaj Tjernych vid Krims astrofysiska observatorium på Krim. Den har fått sitt namn efter Petr A. Slovtsov.
Asteroiden har en diameter på ungefär 5 kilometer.